# Passalidae
Passalidae vormen een familie van insecten die behoort tot de orde der kevers (Coleoptera).

## Kenmerken
Het glanzende, platte lichaam van deze kevers is zwart of bruin met een lengte, die varieert van 1 tot 8,5 cm. De dekschilden zijn duidelijk overlangs gegroefd en de kop bevat een korte hoorn. De antennen bestaan uit 10 segmenten. Ze kunnen 2 jaar oud worden.

## Leefwijze
Deze dieren voeden zich met rottend hout. Zowel mannelijke als vrouwelijke beskevers kauwen het voedsel, voordat het aan de jongen wordt gegeven.

## Voortplanting en ontwikkeling
Bij bedreiging, maar ook bij de paring, produceren ze hoge geluiden. De eieren worden afgezet in dood hout.

## Verspreiding en leefgebied
Deze soort komt voor in de tropische bossen van Zuid-Amerika en Azië in dood hout.